# Cancellara (Basilikata)
Cancellara ist eine süditalienische Gemeinde (comune) mit 1131 Einwohnern (Stand 31. Dezember 2023) in der Provinz Potenza in der Basilikata. Die Gemeinde liegt etwa 14,5 Kilometer nordöstlich von Potenza und gehört zur Comunità Montana Alto Basento.

## Verkehr
Am nördlichen Rand der Gemeinde entlang führt die Strada Statale 169 di Genzano von Pietragalla nach Spinazzola.

## Sehenswürdigkeiten
Über dem Dorf liegt die Burg Castello di Cancellara aus normannischer Zeit.